# Stilbops acicularis
Stilbops acicularis är en stekelart som beskrevs av Dmitriy R. Kasparyan 1998. Stilbops acicularis ingår i släktet Stilbops och familjen brokparasitsteklar. Inga underarter finns listade i Catalogue of Life.